# Montagne limousine
Ne doit pas être confondu avec Monts du Limousin.
La  Montagne limousine est un pays traditionnel de France situé entre les départements de la Corrèze, de la Creuse et de la Haute-Vienne. Cette région naturelle constitue le cœur de la province historique du Limousin et forme l'extrémité nord-est de la région administrative Nouvelle-Aquitaine.

## Population et société
Cette région très faiblement peuplée fait partie du « rural profond ». Les résidences secondaires et l'installation de retraités (souvent de la fonction publique) rétablissent un peu l’équilibre démographique de la région. Plusieurs communautés dites « anarcho-mondialistes » ou « zadistes » s'y sont installées, notamment à Faux-la-Montagne, Peyrelevade, La Villedieu, Tarnac.

## Géographie

### Situation
Cette région, décrite par Frédéric Zégierman dans son encyclopédie des pays de France, couvre la majeure partie du plateau de Millevaches (pris dans son acception la plus grande) et englobe au sud le massif des Monédières et à l'est le plateau de La Courtine. En ce sens, elle correspond approximativement au territoire concerné par le périmètre du Parc naturel régional de Millevaches en Limousin.
Les régions naturelles voisines sont, au nord le Pays de Bourganeuf et la Haute Marche, à l’est les Combrailles et le Pays d'Ussel, au sud la Dordogne limousine et le Pays de Tulle et à l’ouest le Pays d'Uzerche et le Pays de la Vienne.
Dans le langage courant en Limousin, l'appellation « Montagne limousine » voire simplement « Montagne » fait allusion à la partie la plus élevée de la région, qui correspond globalement à l'acception du pays traditionnel auquel on soustrait la vallée de la Vienne mais auquel on peut ajouter les hauts plateaux corréziens de la région d'Égletons et d'Ussel.

### Micro-Pays
Le Pays de la Montagne limousine comporte plusieurs micro-pays :
- Le Pays de La Courtine
- Le massif des Monédières
- Le Pays d’Eymoutiers
- Le Pays de Saint-Léonard